# 達普桑盆地

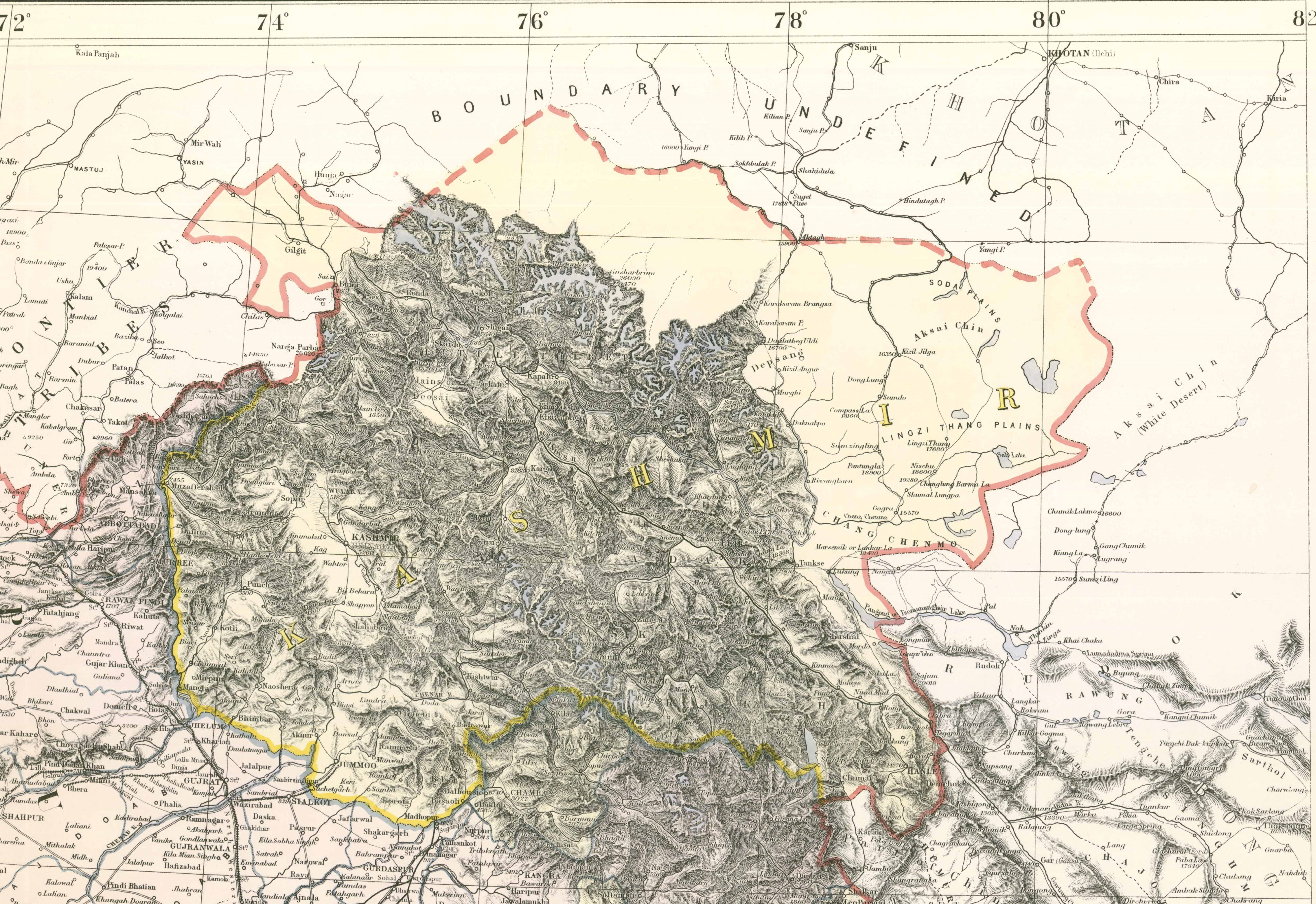
克什米尔边界在1888 年印度勘探局绘制的印度地图中,虚线所示的未定义边界，从马鲁毕庭峰、叶尔羌河、麻扎村(Mazar)、阿克塔(Aktagh)到喀拉昆仑山(Karakunlun Shan)。

達普桑盆地（英語：Depsang Plains）35°18′N 78°00′E / 35.3°N 78°E 位于中印边境实际控制线附近的阿克賽欽。1962年，中國人民解放軍占领了達普桑盆地大部分地區。目前印度控制着達普桑盆地西部的一部分，位於拉達克，东部则由中華人民共和國控制，位於新疆和田县。 2013年4月，中国人民解放军在達普桑盆地设立了一个临时营地，但后来由于与印度达成外交协议而撤离。